# Wilhelm Kasper

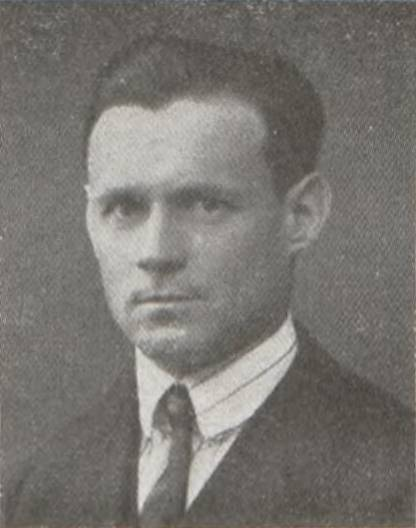
Kaspers offizielles Landtagsporträt, 1928

Wilhelm Kasper (* 8. August 1892 in Neustadt im Schwarzwald; † 10. Januar 1985 in Hamburg) war ein deutscher kommunistischer Politiker.

## Leben
Der Sohn eines Landarbeiters war nach einer kaufmännischen Lehre in Berlin tätig. Im Jahr 1916 trat er in die SPD ein und wechselte bereits ein Jahr später zur USPD. Mit dem Zusammenschluss des linken Flügels der Partei mit der KPD gehörte er der VKPD beziehungsweise später der KPD an. Beruflich war er ab 1919 Gewerkschaftssekretär im freigewerkschaftlichen Zentralverband der Angestellten.
Ab 1923 gehörte er der Bezirksleitung der KPD für Berlin und Brandenburg an und war zuständig für Gewerkschaftsfragen. Ein Jahr später war er auch Mitglied der Gewerkschaftsabteilung der Zentrale der Partei auf Reichsebene. Ab 1924 gehörte er auch dem preußischen Landtag an. Er war ab 1928 Geschäftsführer der KPD-Fraktion. Ab 1932 war er stellvertretender Vorsitzender des Beamtenausschusses des Landtages.
Ab 1929 gehörte er dem Zentralkomitee der Partei an und war Kandidat für das Politbüro. Er war in die sogenannte Abegg-Affäre verwickelt. Dabei handelte es sich um einen Gesprächskontakt zwischen dem preußischen Staatssekretär im Innenministerium Wilhelm Abegg und dem hochrangigen Beamten Rudolf Diels auf der einen Seite und den Politikern der KPD Kasper und Ernst Torgler auf der anderen Seite. Dabei ging es offenbar darum, die KPD in die Abwehr des erstarkten Nationalsozialismus einzubinden.
Nach der nationalsozialistischen Machtergreifung wurde er unmittelbar nach dem Reichstagsbrand am 28. Februar 1933 verhaftet und im Konzentrationslager Sonnenburg inhaftiert. Dort wurde er schwer misshandelt. Beim Reichstagsbrandprozess trat er als Zeuge für Ernst Torgler auf.
Im Jahr 1935 wurde er vom Volksgerichtshof zu drei Jahren Zuchthaus verurteilt. Die Haft saß er bis 1937 im Zuchthaus Luckau ab. Nach einer Zeit der Arbeitslosigkeit arbeitete er ab 1938 für die Zentralverwaltung der Berliner Stadtgüter. Im selben Jahr heiratete er zum zweiten Mal. Bis 1939 stand er unter polizeilicher Aufsicht.
Unmittelbar nach Kriegsende trat er erneut der KPD bei. Gegen ihn ermittelte 1947 der Landesvorstand der SED wegen seines Verhaltens in der Zeit des Nationalsozialismus. Ihm wurde zur Last gelegt, im Dienst der Goebbelspropaganda gestanden zu haben und Kasper wurde 1947 aus der Partei ausgeschlossen.
Sein Einspruch dagegen hatte keinen Erfolg und um einer möglichen Verhaftung zu entgehen flüchtete er im September 1947 nach Hamburg. Dort arbeitete er zunächst als Gärtner und schließlich als Büroangestellter bei der Stadtverwaltung Hamburg. Ab 1954 war er Mitglied des Landesfriedenskomitee Hamburg. Im Jahr 1969 trat er der DKP bei.